# Dolores Fuller
Dolores Fuller; gebürtig: Dolores Eble (* 10. März 1923 in South Bend, Indiana; † 9. Mai 2011 in Las Vegas, Nevada), war eine US-amerikanische Filmschauspielerin und Songschreiberin.

## Leben
Durch ihre kurze Beziehung mit Ed Wood, dem angeblich „schlechtesten Regisseur aller Zeiten“, wirkte sie in einigen seiner Filme mit, war aber auch in über 20 anderen Produktionen zu sehen. Fuller war in dem Film Die Rache des Würgers eigentlich für eine der Hauptrollen vorgesehen, war dann jedoch nur in einer kurzen Szene zu sehen. Stattdessen kam Loretta King zum Zuge, die dem Regisseur dafür angeblich mehrere tausend US-Dollar geboten hatte.
Der Grund für die Trennung von Wood soll gewesen sein, dass sie seine Leidenschaft, sich Frauenkleider anzuziehen, nicht tolerierte. Bevor sie von Ed Woods Transvestismus erfuhr, soll sie sich nur darüber gewundert haben, dass ihre Wäsche ausgeleiert war. Sie wartete die Fertigstellung des Filmes Die Rache des Würgers ab und trennte sich dann endgültig von ihm.
Später entwickelte sich Dolores Fuller zu einer erfolgreichen Komponistin. Sie schrieb viele Songs, unter anderem für Elvis Presley, Nat King Cole, Peggy Lee und Nelson Riddle. Außerdem war sie die erste Frau in den Vereinigten Staaten, die eine eigene Plattenfirma gründete.
Dolores Fuller starb am 9. Mai 2011 im Alter von 88 Jahren eines natürlichen Todes.
In der Filmbiographie Ed Wood wurde sie von Sarah Jessica Parker dargestellt.

## Filmografie (Auswahl)
- 1934: Es geschah in einer Nacht (It Happened One Night)
- 1952: Tolle Texasgirls (Outlaw Women)
- 1953: Frauen in der Nacht (Girls in the Night)
- 1953: Gardenia – Eine Frau will vergessen (The Blue Gardenia)
- 1953: Die Nacht vor dem Galgen (Count the Hours)
- 1953: Glen or Glenda
- 1953: Mesa of Lost Women
- 1954: Playgirl
- 1954: Jail Bait
- 1954: Unter zwei Flaggen (The Raid)
- 1954: This Is My Love
- 1955: Die Rache des Würgers (Bride of the Monster)
- 1956: Superman – Retter in der Not (Adventures of Superman, Fernsehserie, Folge 4x08)
- 1956: Das schwache Geschlecht (The Opposite Sex)
- 1998: Dimension in Fear
- 2000: The Corpse Grinders 2